# Хаазе, Эрих (политик)
Эрих Хаазе (нем. Erich Haase; род. 7 сентября 1928, Гросенхайн) — немецкий политик, член СЕПГ. Министр материально-технического снабжения ГДР в 1968—1971 годах.

## Биография
Эрих Хаазе родился в семье монтажника отопительного оборудования. Учился в средней школе, выучился на каменщика и работал по профессии. В 1946 году вступил в СЕПГ. В 1946—1947 годах окончил среднюю школу и получил аттестат зрелости. До 1952 года обучался в Дрезденском техническом университете и получил диплом экономиста. В 1952—1956 годах являлся старшим ассистентом, в 1956—1958 годах — заместителем директора Института отчётности и финансов Дрезденского технического университета. В 1958 году защитил докторскую диссертацию.
В 1958—1961 годах Хаазе работал на должности первого заместителя главного директора Объединения народных предприятий в области машиностроения и руководил экономическим отделом. С 1961 года являлся сотрудником, в 1962—1963 годах — руководителем отдела промышленности в Совете народного хозяйства, а с 1963 года занимал должность секретаря Совета народного хозяйства.
В 1966 году Хаазе был назначен первым заместителем министра материально-технического снабжения ГДР, с августа 1968 по ноябрь 1971 года занимал должность министра, входил в состав президиума Совета министров ГДР. До 1989 года работал на должности статс-секретаря министерства материально-технического снабжения и руководил Государственной комиссией по материально-техническому снабжению при Совете министров ГДР.